# Insulascirtus ellops
Insulascirtus ellops is een rechtvleugelig insect uit de familie krekels (Gryllidae). De wetenschappelijke naam van deze soort is voor het eerst geldig gepubliceerd in 1985 door Otte & Rentz.